# Castiarina armstrongi
Castiarina armstrongi es una especie de escarabajo del género Castiarina, familia Buprestidae. Fue descrita científicamente por Barker en 1983.